# گورنگه پونوشوتسه
گورنگه پونوشوتسه (به صربی: Gornje Punoševce) یک منطقهٔ مسکونی در صربستان است که در ناحیه پچینیا واقع شده‌است. گورنگه پونوشوتسه ۴۰ نفر جمعیت دارد.